# روجر فريدمان
روجر فريدمان (بالإنجليزية: Roger Friedman)‏ هو ناقد سينمائي وصحفي أمريكي، ولد في 11 يونيو 1957.

## وصلات خارجية
- روجر فريدمان على موقع IMDb (الإنجليزية)
- روجر فريدمان على موقع ميتاكريتيك (الإنجليزية)
- روجر فريدمان على موقع روتن توميتوز (الإنجليزية)
- روجر فريدمان على موقع روتن توميتوز (الإنجليزية)
- روجر فريدمان على موقع قاعدة بيانات الفيلم (الإنجليزية)
- روجر فريدمان على موقع كينوبويسك (الروسية)